# -오스
-오스(영어: -ose)는 생화학에서 당류의 이름을 명명하는 데 사용되는 접미사이다. 이 라틴어 접사는 "충만(full of)", "풍부한(abounding in)", "주어진(given to)" 또는 "같은(like)"을 의미한다. 특정 당류의 이름을 보다 기술적으로 지정하기 위한 다양한 체계가 존재한다.
가장 단순한 당류인 단당류는 당에 포함된 탄소 원자의 수에 따라 명명될 수 있다. 5탄당(pentose)은 탄소 원자의 수가 5개인 단당류이고, 6탄당(hexose)은 탄소 원자의 수가 6개인 단당류이다. 알데하이드인 단당류는 알도스(aldose)라고 하며, 케톤인 단당류는 케토스(ketose)라고 한다.
이당류 및 다당류와 같은 크기가 더 큰 당은 그들의 특성을 반영하여 명명될 수 있다. 젖에서 발견되는 이당류인 젖당(lactose)은 "젖"을 의미하는 라틴어 "lactis", "lac"과 당을 의미하는 접미사 "-ose"의 결합에서 단어가 유래하였다. 아밀로스(amylose)는 식물의 녹말을 구성하는 다당류 중 하나이다.
접미사 "-오스(-ose)"의 기원에 대해 다음과 같은 이론들이 있다.
1. 명칭이 "단 것(sweet)"을 의미하는 그리스어 "γλυκύς"에서 유래한 중요한 6탄당인 포도당(glucose)에서 파생되었다.
2. "당(sugar)"을 의미하는 라틴어 "sucrum"과 라틴어에서 일반적으로 형용사를 형성하는 데 사용되는 접미사인 "-ōsus"에서 그 이름이 유래한 수크로스(sucrose)로부터 파생되었다. 라틴어 "sucrosus"는 "설탕이 든(sugary)"을 의미한다.

## 같이 보기
- -알
- -에이트
- -올
- -온